# Os Gatos Não Têm Vertigens
Os Gatos Não Têm Vertigens é um filme português, realizado por António-Pedro Vasconcelos e escrito por Tiago Santos. Estreou no dia 25 de setembro de 2014. Em 2015 recebeu 9 Prémios Sophia, incluindo Melhor Filme, Melhor Realizador (António-Pedro Vasconcelos), Melhor Actor (João Jesus) e Melhor Actriz (Maria do Céu Guerra).

## Sinopse
Jó é um rapaz de 18 anos, proveniente de uma família disfuncional, que está desencantado com a vida e é influenciado pelas más companhias do bairro. O seu pai, Alberto, é um toxicodependente que passa a vida a roubar e a bater no filho. No dia do seu aniversário, é expulso de casa pelo pai. Não tendo para onde ir, Jó abriga-se no terraço de Rosa, onde passa a noite. Na manhã seguinte, Rosa, uma mulher de 73 anos que perdeu recentemente o marido de toda uma vida, encontra o rapaz e decide acolhê-lo em sua casa. Aos poucos, vai nascendo uma grande amizade entre os dois que, apesar de incompreendida por todos, se torna cada dia mais forte e verdadeira. Entretanto, chega o dia em que Alberto descobre onde o filho está abrigado, e os problemas começam...  

## Elenco
- Maria do Céu Guerra… Rosa
- João Jesus… Jó
- Fernanda Serrano… Luísa
- Ricardo Carriço… Daniel
- Nicolau Breyner… Joaquim
- Tiago Delfino… Fintas
- Victor Gonçalves… Alberto
- Joana Barradas… Tita
- Miguel Santiago… James
- Gustavo Alves… Gui
- Eva Barros… Sara
- Adérito Lopes... homem multibanco
- António-Pedro Vasconcelos… editor
- Elsa Valentim… Eunice
- Joana Manuel… mãe de Jó
- Jorge Silva… Ricardo
- Francisco Magalhães… irmão de Jó
- Adelaide João... vizinha de Rosa
- Mariema... dona da mercearia
- Renato Godinho... traficante

## Produção e recepção
As filmagens decorreram entre maio e julho de 2013, num total de sete semanas, em Lisboa.
O filme arrecadou 477 577,44 €, num total de 93.516, sendo o terceiro filme português mais visto em 2014.

## Prémios
Prémios Sophia de 2015
| Categoria                                                 | Resultado |
| --------------------------------------------------------- | --------- |
| Melhor filme                                              | Venceu    |
| Melhor realizador - António-Pedro Vasconcelos             | Venceu    |
| Melhor ator principal - João Jesus                        | Venceu    |
| Melhor atriz principal - Maria do Céu Guerra              | Venceu    |
| Melhor argumento original - Tiago Santos                  | Venceu    |
| Melhor montagem - Pedro Ribeiro                           | Venceu    |
| Melhor som - Vasco Pedroso, Branko Neskov e Elsa Ferreira | Venceu    |
| Melhor banda sonora original — Luís Cília                 | Venceu    |
| Melhor canção original — Ana Moura                        | Venceu    |
| Melhor ator secundário — Nicolau Breyner                  | Indicado  |
| Melhor atriz secundária — Fernanda Serrano                | Indicado  |
| Melhor direção de fotografia — José António Loureiro      | Indicado  |
| Melhor direção artística — João Torres                    | Indicado  |
| Melhor caracterização — Susana Correia e Fátima Vieira    | Indicado  |
| Melhor guarda-roupa — Os Burgueses                        | Indicado  |

Globos de Ouro de 2015
| Categoria                          | Resultado |
| ---------------------------------- | --------- |
| Melhor atriz - Maria do Céu Guerra | Venceu    |
| Melhor filme                       | Indicado  |

Prémios Autores de 2015
| Categoria                          | Resultado |
| ---------------------------------- | --------- |
| Melhor argumento - Tiago Santos    | Venceu    |
| Melhor atriz - Maria do Céu Guerra | Venceu    |

Prémios Áquila 2015
| Categoria                                     |          |                                                 |
| --------------------------------------------- | -------- | ----------------------------------------------- |
| Melhor Filme                                  | Indicado | Vencedores anunciados dia 9 de dezembro de 2015 |
| Melhor Ator Principal - João Jesus            | Indicado | Vencedores anunciados dia 9 de dezembro de 2015 |
| Melhor Atriz Principal - Maria do Céu Guerra  | Indicado | Vencedores anunciados dia 9 de dezembro de 2015 |
| Melhor Atriz Secundária - Fernanda Serrano    | Indicado | Vencedores anunciados dia 9 de dezembro de 2015 |
| Melhor Realizador - António-Pedro Vasconcelos | Indicado | Vencedores anunciados dia 9 de dezembro de 2015 |
| Melhor Argumento - Tiago Santos               | Indicado | Vencedores anunciados dia 9 de dezembro de 2015 |